# Oviraptor
Az Oviraptor (jelentése 'tojásrabló', a latin ovum 'tojás' és raptor 'rabló', 'fosztogató' szavak összetételéből) az oviraptorida dinoszauruszok egy kis termetű mongóliai neme, melyet a legendás őslénykutató Roy Chapman Andrews fedezett fel, és amelynek első leírását Henry Fairfield Osborn készítette el 1924-ben. A nem neve arra utal, hogy az első fosszilis példányát egy halom felett találták meg, melyről azt gondolták, hogy Protoceratops tojásokból áll, a faj (philoceratops) nevének jelentése 'ceratopsiakedvelő', szintén ehhez a lelethez kapcsolódik. Osborn az 1924-es cikkében elmagyarázta, hogy a név az Oviraptor koponya fészekhez való közelségére utal (a tojásoktól csak 10 centiméternyi homok választotta el). Azonban Osborn azt is kijelentette, hogy az Oviraptor neve „teljesen félrevezethet a táplálkozási szokásait illetően, és meghamisíthatja a karakterét”. Az 1990-es években a Citipatihoz hasonló fészkelő oviraptoridák felfedezése bebizonyította, hogy Osbornnak igaza volt a névvel kapcsolatos figyelmeztetését illetően. Ezek a leletek megmutatták, hogy a kérdéses tojások valószínűleg magához az Oviraptorhoz tartoztak, és hogy a példány valójában éppen kikelteni próbálta azokat.
Az Oviraptor a késő kréta korban, a campaniai korszakban élt, mintegy 75 millió évvel ezelőtt; csak egyetlen jelentős példánya ismert (a kapcsolódó tojásokkal együtt) a mongóliai Djadokhta-formációból, de Kína belső-mongóliai területének északkeleti részén, a Bayan Mandahu nevű régióban találtak egy lehetséges második példányt is (szintén tojásokkal együtt).

## Anatómia

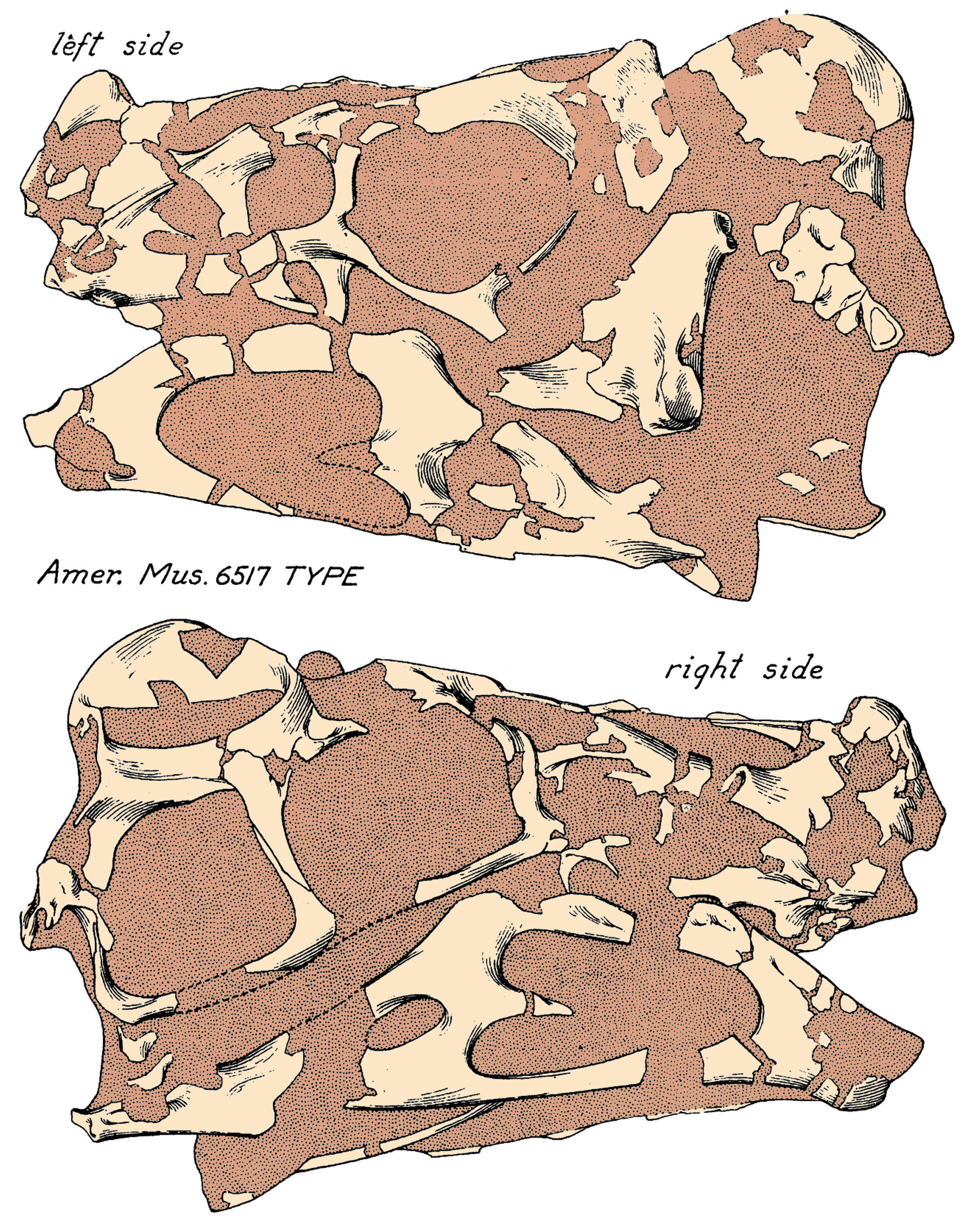
Az Oviraptor philoceratops AMNH 6517 jelzésű típuspéldányának koponyája

Az Oviraptor philoceratops egyetlen, hiányos csontváza (az AMNH 6517 jelzésű lelet) mellett egy körülbelül tizenöt tojást tartalmazó fészket (AMNH 6508) is ehhez a fajhoz kapcsoltak.
A maga idejében az Oviraptor volt az egyik leginkább madárszerű röpképtelen dinoszaurusz. A mellkasa több, kimondottan a madarakhoz kapcsolódó jellemzővel rendelkezett, mint például a bordákon levő nyúlványok, melyek merevebbé tették a mellkast. Az Oviraptor egyik rokona, a Nomingia farka végén a csigolyák összenövésével keletkezett csontos képződményt (pygostylét) viselt, ami később a madarak farktollainak megtartását segítette. A jóval kezdetlegesebb oviraptoridáktól, például a Caudipteryxtől és a Protarchaeopteryxtől származó bőrlenyomatok világosan megmutatták a testet borító kiterjedt tollazatot, a tollas szárnyakat és a tollas faroklegyezőt. A faroklegyező jelenlétét jelzi a Nomingia esetében felfedezett pygostyle is, arra utalva, hogy ez a jellegzetesség elterjedt az oviraptorosauridák között. Emellett a költő helyzetben talált Citipati példányok is a tojásokat fedő tollas szárnyakra engednek következtetni. E nemek és az Oviraptor közeli anatómiai hasonlóságából adódóan igen valószínű, hogy az Oviraptor is tollas volt.
Az Oviraptort hagyományosan a kazuáréhoz hasonló, egyedi fejdísszel ábrázolják. Egy több oviraptoridáról készített tanulmány azonban kimutatta, hogy e jól ismert magas fejdíszű faj valójában az Oviraptor egyik rokonához, 
a Citipatihoz tartozott. Valószínű, hogy az Oviraptornak is volt fejdísze, de ennek pontos mérete és alakja ismeretlen, ugyanis az egyetlen példány koponyája nem maradt épen.

## Osztályozás

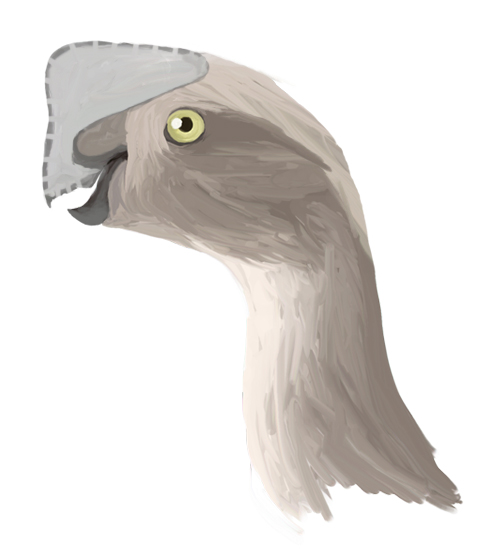
Az Oviraptor philoceratops profilja

Az Oviraptort fogatlan csőre miatt Osborn eredetileg az ornithomimidákhoz kapcsolta. Osborn hasonlóságokat talált a jelenleg is az Oviraptor közeli rokonának tekintett Chirostenotesszel is. 1976-ban Rinchen Barsbold Oviraptoridae néven létrehozott egy új családot az Oviraptor számára, melynek ez a nem a típusnemévé vált.
Bár az Oviraptor eredeti példánya rossz állapotban őrződött meg, főként a koponyája tört össze, az 1970-es és 1980-as években új és teljesebb oviraptorida példányokat kapcsoltak ehhez a nemhez. 1976-ban Barsbold hat további egyedet sorolt ide (köztük az IGM 100/20 és 100/21 jelzésű leleteket), később azonban ezek átkerültek az új Conchoraptor nembe. Talán a leghíresebb példány a nagy méretű IGN 100/42, melyhez egy jó állapotú, teljes koponya tartozik. Miután ezt a fosszíliát Barsbold 1981-ben az Oviraptor nemhez kapcsolta, ez kezdte képviselni a nemet a népszerűsítő leírásokban és az oviraptoridákról szóló tudományos vizsgálatokban. Azonban a magas, kazuárszerű fejdísszel rendelkező példányt a fészkelő oviraptoridákat leíró tudósok újra megvizsgálták, és megállapították, hogy ezek az egyedek jobban hasonlítanak egymásra, mint az Oviraptor eredeti példányára. Emiatt az IGN 100/42 jelzésű leletet eltávolították az Oviraptor nemből, és átmenetileg a Citipati fajaként sorolták be.

## Ősbiológia

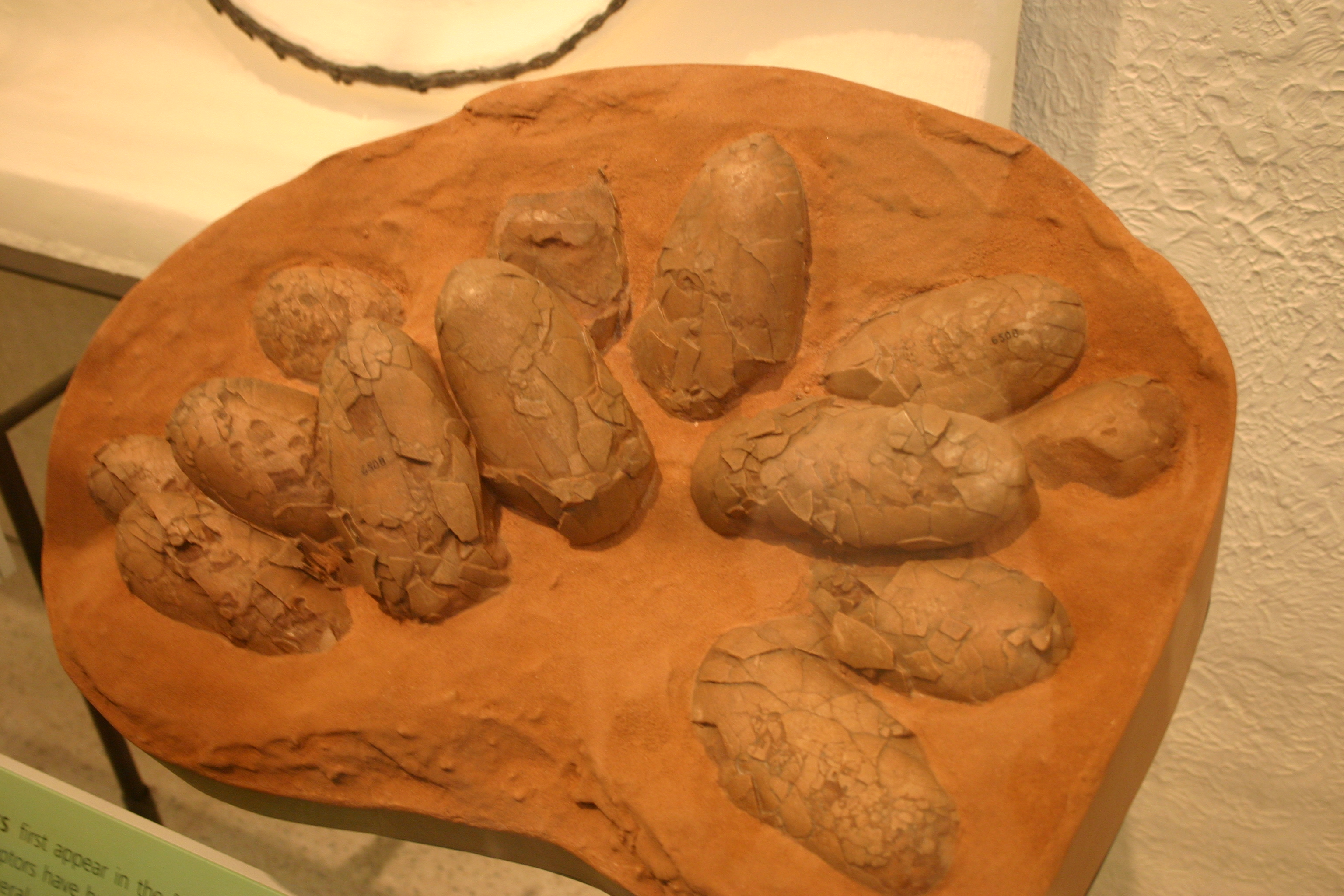
Az Oviraptor philoceratops fészke (AMNH FR 6508)

Ahogy arra a neve is utal, az Oviraptorról a Protoceratopsénak tulajdonított fosszilizálódott fészekhez való közelsége (az AMNH FR 6508 jelzésű lelet) alapján eredetileg azt feltételezték, hogy tojásokkal táplálkozott. A zúzó állcsont ötletét elsőként H. F. Osborn vetette fel, aki azt hitte, hogy az első koponya fogatlan csőre a szájpadról lelógó csontokkal együtt egy „tojáslyukasztó” eszköz volt. 1977-ben Barsbold kijelentette, hogy a csőr elég erős volt ahhoz, hogy feltörje az Oviraptorral egy geológiai formációban talált kagylók és más puhatestűek héját. Ezek a csontok, melyek a felső állcsont fő eleméhez, azaz a maxillához tartoznak, középre irányulva egy villát alkotnak. A csontos szájpad többi része, más dinoszauruszokétól eltérően kiterjed lefelé az állkapocs irányába, és benyomódik a fogatlan állkapocs két fele közötti üregbe. Barsbold és Osborn feltevése szerint a felső és az alsó állcsontok élét, továbbá valószínűleg a szájpadot is csőr (rhamphotheca) borította.
A rokonságba tartozó fészkelő Citipati példányok felfedezése a hasonló típusú tojásokkal megtalált eredeti Oviraptorral együtt megmutatták, hogy a tojások valójában nem a Protoceratopshoz, hanem az Oviraptorhoz tartoztak, és hogy a típuspéldány nem megenni, hanem inkább kikelteni próbálta azokat. Ez a felfedezés azonban nem zárta ki annak lehetőségét, hogy a tojások részét képezték az Oviraptor étrendjének; az állat pontos táplálkozási stratégiája továbbra is ismeretlen. Az egyetlen Oviraptor philoceratops csontváz a gyomra táján egy gyík maradványaival együtt őrződött meg, ami azt jelzi, hogy a faj legalábbis részben húsevő volt.

## Popkulturális hatás
Szokatlan, madárszerű megjelenésének és tojástolvaj hírének köszönhetően az Oviraptor a dinoszauruszokat népszerűsítő fiktív művek fontos szereplőjévé vált. Azonban az Oviraptor szinte valamennyi népszerűsítő ábrázolása valójában a magas fejdíszű oviraptorida, a Citipati rekonstrukciója, nem a jelenleg Oviraptorként ismert példányé.
Az Oviraptor gyakran feltűnik a dinoszauruszokról szóló filmekben. Például látható a Disney által készített Dínó (Dinosaur, 2000) című animációs filmben, amiben ellopja egy Iguanodon tojását, valamint a Discovery Channel Dinoszauruszok bolygója (Dinosaur Planet, 2003) című sorozat első részében, ahol a Velociraptorral verseng a táplálékért. Nevezetes példa az Oviraptor fiktív műben történő szereplésére James Gurney Dinotópia című regénye, melyben az állat neve „Ovinutrix”, azaz 'tojásnővér'. Az Őslények országa (The Land Before Time) szereplője, a fiatal dinoszauruszokat támogató Ruby, szintén egy Oviraptor. Az Oviraptor több videójátékban is felbukkan, többek között a Dino Stalkerben és a Dino Crisis 2-ben, melyekben a Jurassic Park Dilophosaurusához hasonlóan egy kitalált tulajdonsággal rendelkezik: képes mérget köpni. Kisebb szerepet kapott a Jurassic World: Világuralom előzetesében és a film rendezői változatában is.

## Fordítás
- Ez a szócikk részben vagy egészben az Oviraptor című angol Wikipédia-szócikk ezen változatának fordításán alapul.  Az eredeti cikk szerkesztőit annak laptörténete sorolja fel. Ez a jelzés csupán a megfogalmazás eredetét és a szerzői jogokat jelzi, nem szolgál a cikkben szereplő információk forrásmegjelöléseként.